# Craqueig

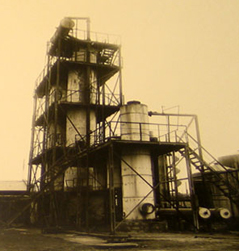
Refineria de Shújov de craqueig, Bakú, Unió de Repúbliques Socialistes Soviètiques, 1934

El craqueig (cracking) és un procés químic pel qual es trenquen molècules d'un compost químic, i es produeixen així compostos més simples.
El procediment original, encara en ús, emprava calor i pressió i es denomina craqueig tèrmic a una temperatura de 850-900 °C (craqueig de Xúkhov). Després es va idear un nou mètode: craqueig catalític a una temperatura de 450-500 °C, que utilitza un catalitzador (substància que determina en altres canvis químics sense modificar-la). En el cas d'aquest tipus de craqueig, el catalitzador —com l'alúmina (Al₂O₃) o el diòxid de silici (SiO₂— és una espècie d'argila que pot donar-se en forma de terroses píndoles de grans petits o com una pols super fina i l'acció desintegradora sumada a la de la calor i la pressió, afavoreix el fraccionament en components més lleugers i produeix més i millor compost com a resultat.
Una modalitat moderna de craqueig catalític del petroli és el procés catalític fluid. Aquest utilitza un "fluid catalytic cracker", que és una instal·lació de, en alguns casos, fins a seixanta metres d'alçada. Al llarg de quilòmetres de canonades i reactors circulen a elevades temperatures grans quantitats de vapor, aire i catalitzador polvoritzat. A determinada alçada de l'operació els finíssims grans del catalitzador es revesteixen de carbó separat del petroli, i llavors deixen d'actuar mitjançant l'acció d'un regenerador, però, es crema i consumeix el carbó, el catalitzador queda novament en condicions de funcionar per a properes ocasions.
En el procés fluid el catalitzador és tan fi que quan és agitat en mescla amb aire o altres gasos, augmenta el seu volum i flueix com un líquid podent que ha de ser controlat per vàlvules. Aquesta manera de treballar amb una substància sòlida com si es tractés d'un fluid ha constituït un progrés de les tasques de refineria.
El craqueig del petroli permet obtenir d'un barril de petroli cru una quantitat dues vegades més gran que l'extreta per simple destil·lació. Actualment és un procediment fonamental per a la producció de gasolina d'alt octanatge.